# The Basketball Diaries (película)
The Basketball Diaries (Diario de un rebelde en España) es una película autobiográfica de 1995 basada en el libro del mismo nombre y que narra el duro paso de la adolescencia a la vida adulta del poeta, escritor y músico estadounidense Jim Carroll.

## Sinopsis

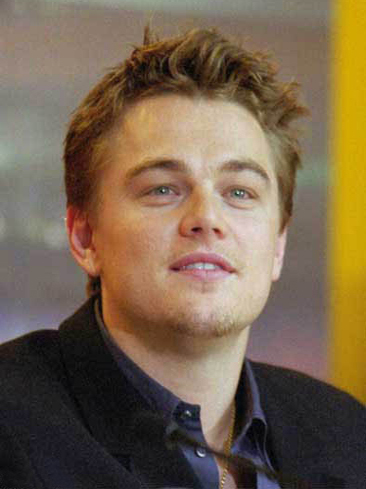
Leonardo Dicaprio, interpreta a Jim Carroll.

Jim Carroll es un adolescente que vive en un pequeño apartamento en Queens, en la ciudad de Nueva York, con su madre separada. Jim espera ser un gran jugador de baloncesto y entrar a la universidad por medio de una beca deportiva, por este motivo, juega en el equipo de su instituto junto a sus amigos. El entrenador del equipo, Swifty (interpretado por Bruno Kirby), intenta abusar de Jim en alguna ocasión. Jim y sus amigos empiezan a probar las drogas, pero éste, después de probar la cocaína, se encuentra de pleno en el mundo de las drogas, al igual que sus amigos. Por esta razón, Jim acaba siendo expulsado del equipo de baloncesto y se queda sin beca. A Jim le espera un largo camino por el cual salir de las solitarias y peligrosas calles de Nueva York.

## Reparto
- Leonardo DiCaprio -Jim Carroll
- Lorraine Bracco - Mrs. Carroll
- James Madio -  Pedro
- Patrick McGaw -  Neutron
- Mark Wahlberg - Mickey
- Roy Cooper - Father Mc
- Bruno Kirby - Swifty
- Alexander Chaplin - Bobo
- Juliette Lewis - Diane Moody
- Michael Imperioli - Bobby
- Ernie Hudson - Reggie
- Manny Alfaro - Manny
- Cynthia Daniel - Winkie
- Brittany Daniel - Blinkie
- Angel Fernandez - Pajin

## Trivia
- River Phoenix fue considerado para el papel de Jim, pero murió antes de que la producción comenzara.